# Domingo Palet Barba
Domingo Palet Barba (Tarrasa, 10 de junio de 1872-Barcelona, 5 de enero de 1953) fue un político español.

## Biografía
Nacido en Tarrasa el 10 de junio de 1872.
Concejal del Ayuntamiento de Tarrasa durante la Restauración, fue elegido diputado a Cortes por el distrito de Tarrasa en las elecciones de 1923. Con el advenimiento de la Segunda República, fue elegido diputado a Cortes por la circunscripción de Barcelona (provincia) en las elecciones de 1931 con 108 242 votos. Repetiría en las elecciones de 1933 y 1936.
Falleció el 5 de enero de 1953 en Barcelona.